# Ainstable
Ainstable – wieś w Anglii, w Kumbrii, w dystrykcie (unitary authority) Westmorland and Furness. Leży 17 km na południowy wschód od miasta Carlisle i 405 km na północny zachód od Londynu. W 2001 miejscowość liczyła 532 mieszkańców.